# Protoventuria barriae
Protoventuria barriae är en svampart som beskrevs av Lori M. Carris & A.P. Poole 1993. Protoventuria barriae ingår i släktet Protoventuria och familjen Venturiaceae.   Inga underarter finns listade i Catalogue of Life.